# جيرالد مكمان
جيرالد مكمان (بالإنجليزية: Gerald McMahon)‏ هو مبارز بالسيف أسترالي، ولد في 13 مايو 1957 في Nannup, Western Australia ‏ في أستراليا.

## وصلات خارجية
- جيرالد مكمان على موقع الاتحاد الدولي للمبارزة (الإنجليزية)
- جيرالد مكمان على موقع أوليمبيديا (الإنجليزية)
- جيرالد مكمان على موقع اللجنة الأولمبية الأسترالية (الإنجليزية)